# Renan (Berne)
Pour les articles homonymes, voir Renan.
Pour l’article ayant un titre homophone, voir Renens.
Renan (/ʀənã/) est une commune suisse du canton de Berne, située dans l'arrondissement administratif du Jura bernois.

## Géographie
Renan se trouve dans la partie supérieure du vallon de Saint-Imier, entre le mont d'Amin au sud et la montagne du Droit au nord, près de la rive gauche de la Suze, à 8 km à l'est de La Chaux-de-Fonds et à 13 km à l'ouest-sud-ouest de Courtelary.
Le point culminant du territoire communal est à 1 265 m sur la Mont-d’Amin et à 1 080 m sur la Montagne du Droit[réf. souhaitée].
Le territoire de Renan s'étend sur 12,64 km2. Lors du relevé de 2013-2018, les surfaces d'habitations et d'infrastructures représentaient 6,1 % de sa superficie, les surfaces agricoles 59,9 %, les surfaces boisées 34,0 % et les surfaces improductives 0,2 %.
Le vallon des Convers, fait des fermes disséminées, est située sur le territoire de la commune. La Suze y prend sa source dans sa zone marécageuse.
La surface forestière de cette commune s'étend sur 319 hectares, dont 52 appartiennent à la Municipalité et 267 à des propriétaires privés. Ces forêts contribuent efficacement à protéger les habitants des chutes de pierres qui seraient dues à la forte déclivité du terrain au versant nord du vallon.

## Toponymie
Le nom de la commune, qui se prononce /ʀənã/, est formé d'un nom de personne germanique du type Rūno et du suffixe germanique -ingōs, qui désigne un lieu. Il signifie chez les gens de Runo.
Sa première occurrence écrite date de 1179, sous la forme de Runens.
La commune se nomme Zarenna en dialecte du Jura bernois.
Son ancien nom allemand est Rennen.

## Histoire
L'origine du village remonte au XIIIe siècle, à l'époque où les Burgondes défrichent les terres afin de s'installer. En 1375, Renan est pillé et brûlé par Enguerrand de Coucy, qui vient d'Alsace, avec ses bandes de mercenaires, réclamer l'héritage de sa mère au duc d'Autriche. En 1630, Jean-Henri d'Ostein, prince-évêque de Bâle, permet aux habitants de construire un temple. En 1639, Renan est à nouveau détruit par un incendie provoqué par les mercenaires du duc de Saxe-Weimar. De 1832 à 1834, le village donne asile à de nombreux réfugiés neuchâtelois qui y publient le journal "Le Proscrit".

## Population et société

### Surnoms
Les habitants de la commune sont surnommés les Bacons, les Patt'à Relaver et les Mendiants.

### Démographie

#### Évolution de la population
La commune compte 937 habitants au 31 décembre 2023 pour une densité de population de 74 hab/km2. Sur la période 2010-2019, sa population a augmenté de 8,9 % (canton : 6,1 % ; Suisse : 9,4 %).  

#### Pyramide des âges
En 2023, le taux de personnes de moins de 30 ans s'élève à 28,8 %, au-dessous de la valeur cantonale (29,9 %). Le taux de personnes de plus de 60 ans est quant à lui de 27,7 %, alors qu'il est de 28,9 % au niveau cantonal.
La même année, la commune compte 486 hommes pour 451 femmes, soit un taux de 51,9 % d'hommes, supérieur à celui du canton (49,1 %).
| Hommes | Classe d’âge | Femmes |
| ------ | ------------ | ------ |
| 0,4    | 90 ans ou +  | 0,4    |
| 7,8    | 75 à 89 ans  | 7,1    |
| 18,3   | 60 à 74 ans  | 21,3   |
| 25,1   | 45 à 59 ans  | 24,2   |
| 17,9   | 30 à 44 ans  | 20,0   |
| 12,6   | 15 à 29 ans  | 15,5   |
| 17,9   | - de 14 ans  | 11,5   |

| Hommes | Classe d’âge | Femmes |
| ------ | ------------ | ------ |
| 0,7    | 90 ans ou +  | 1,6    |
| 8,8    | 75 à 89 ans  | 11,0   |
| 17,6   | 60 à 74 ans  | 18,1   |
| 21,0   | 45 à 59 ans  | 20,4   |
| 20,9   | 30 à 44 ans  | 20,2   |
| 15,9   | 15 à 29 ans  | 14,9   |
| 15,1   | - de 14 ans  | 13,8   |

## Politique
Le conseil communal de Renan est composé d'un maire, Jean-Claude Vaucher, d'un vice-maire, Éric Vuitel, et de cinq membres du conseil. Les huit dicastères sont répartis entre ces sept élus.

## Économie
Aujourd'hui, Renan compte quelques petites industries (électronique, construction, polissage, mécanique) et plusieurs artisans. Le village est essentiellement agricole. On y trouve également un Centre professionnel pour handicapés.

## Héraldique
| Blason | Blasonnement : « D'argent à la fasce de sinople chargée d'une étoile à six rais d'or. » |

Les armoiries sont approuvées par le Conseil-exécutif du canton de Berne en 1947.

## Personnalités
- André Evard (1876-1972), peintre et décorateur Art nouveau, naquit à Renan.
- Abraham Gagnebin (1707-1800), botaniste, accueillit Jean-Jacques Rousseau pour une excursion botanique à La Ferrière.
- Ami Girard, colonel qui prend une part active à l'indépendance neuchâteloise.
- Simone Oppliger (1947-2006), photographe, née à Renan

## Transport
Renan est situé sur la ligne Bienne – La Chaux-de-Fonds, inaugurée en 1859 et électrifiée en 1934.